# يو إف سي 264
يو إف سي 264: بورييه ضد ماكغريغور 3 (بالإنجليزية: UFC 264: Poirier vs. McGregor 3)‏ كان حدث لفنون القتال المختلطة نظمته يو إف سي، أُقيم في 10 يوليو 2021 في تي موبايل أرينا في بارادايس، نيفادا، الولايات المتحدة.

## بطاقة القتال
المصدر: